# Super-Man
Super-Man, ovvero Kong Kenan, è un personaggio dei fumetti ideato da Gene Luen Yang (testi) e Viktor Bogdanovic (disegni) per la casa editrice DC Comics.
La sua prima apparizione è in New Super-Man n. 1 (settembre 2016). Nel corso del quinto capitolo della saga Final Days of Superman, nella quale l'Uomo d’Acciaio nei Nuovi 52 potrebbe trovare la sua fine, sono state svelate le origini segrete di colui che dovrebbe ereditarne in qualche modo alcuni dei suoi poteri, assieme alla nuova Superwoman (Lois Lane de I Nuovi 52). Le ultime avventure di Superman e i suoi alleati sono ruotate attorno alla ricerca del misterioso doppelgänger dell'Uomo d’Acciaio, generatosi grazie agli effetti collaterali di una delle abilità manifestatesi più di recente in Kal-El, il Super Flare: in sostanza, Superman è adesso in grado di espellere una grande carica di energia solare con una potente deflagrazione. Questo potere lo costringe però a rimanere senza poteri per circa ventiquattr’ore. Adesso, apprendiamo inoltre che questa grande energia si è fusa con un essere senziente e potenzialmente pericoloso. La pista ha portato gli eroi in territorio cinese, precisamente a un laboratorio segreto, appartenente alla sibillina Dottoressa Omen, la quale ha in qualche modo lavorato sull'energia del Solar Flare, creando un essere che ben presto è sfuggito al suo controllo.

## Biografia
Kong Kenan era un bullo cinese di una scuola di Shanghai in Cina. Poco dopo aver preso il pranzo di un ragazzo, è stato attaccato dal super-cattivo, Blu Condor, il quale, dopo che Kenan ha gettato una lattina addosso all'aggressore, volò via. Ciò ha attirato l'attenzione di molti curiosi, tra cui la giornalista Laney Lan. Dopo l'intervista, Kenan andò a casa di suo padre, che non era entusiasta di pensare che suo figlio fosse un eroe agli occhi del pubblico, sapendo bene che al figlio non importava niente di difendere i più deboli. Al Ministero cinese della costruzione dell'autosufficienza, Kenan è stato messo in una piccola camera che gli ha dato i poteri del Superman originale. Anche se l'operazione è stata un successo, Kenan ha perso il controllo delle sue capacità per un attimo, e Bat-Man e Wonder-Woman cinesi sono stati convocati a domarlo. Bat-Man cinese ha utilizzato un gas su di lui, e Kenan si svegliò in una stanza presso l'impianto con una visiera arancione. Medico Omen poi lo ha informato che il suo scopo era quello di tenerlo in linea con le scosse elettriche, e ha scoperto in fretta i suoi poteri dopo una breve lotta con il Bat-Man cinese. Successivamente Kenan decise di emulare il grande eroe americano Superman, chiamandosi Super-Man e usando i suoi poteri allo scopo del bene.

## Poteri e abilità
Kenan possiede una forza e resistenza sovrumana, la capacità di volare, dei super sensi, una vista calorifica e la capacità di emettere potenti raggi dagli occhi.